# RSA (sistema criptográfico)

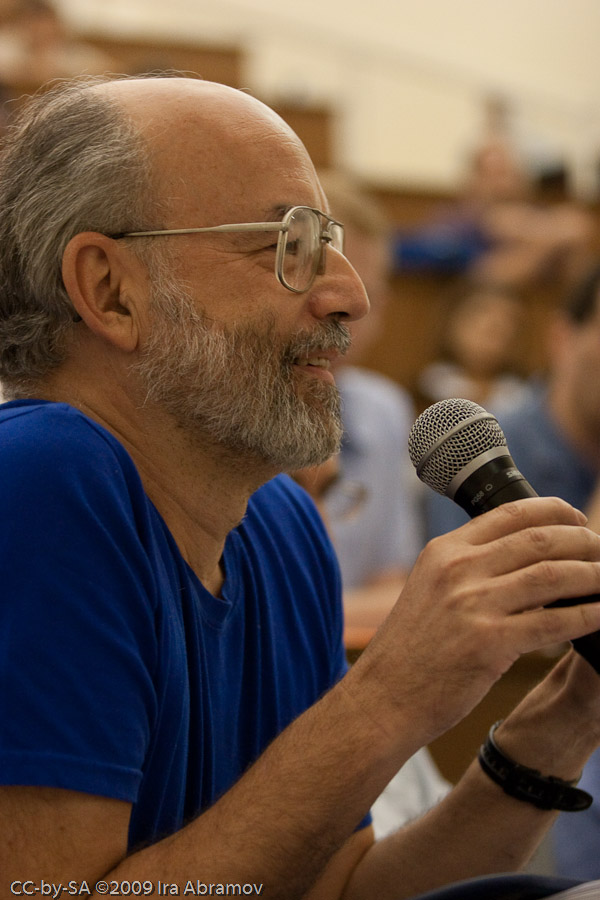
Adi Shamir, um dos criadores do RSA

RSA (Rivest-Shamir-Adleman) é um dos primeiros sistemas de criptografia de chave pública e é amplamente utilizado para transmissão segura de dados. Neste sistema de criptografia, a chave de encriptação é pública e é diferente da chave de decriptação que é secreta (privada). No RSA, esta assimetria é baseada na dificuldade prática da fatorização do produto de dois números primos grandes, o "problema de fatoração". O acrônimo RSA é composto das letras iniciais dos sobrenomes de Ron Rivest, Adi Shamir e Leonard Adleman, fundadores da atual empresa RSA Data Security, Inc., os quais foram os primeiros a descrever o algoritmo em 1978. Clifford Cocks, um matemático Inglês que trabalhava para a agência de inteligência britânica Government Communications Headquarters (GCHQ), desenvolveu um sistema equivalente em 1973, mas ele não foi revelado até 1997.
É considerado dos mais seguros, já que mandou por terra todas as tentativas de quebrá-lo. Foi também o primeiro algoritmo a possibilitar criptografia e assinatura digital, e uma das grandes inovações em criptografia de chave pública.
Um usuário do RSA cria e publica uma chave (chave pública) baseada em dois números primos grandes, junto com um valor auxiliar. Os números primos devem ser mantidos secretos. Qualquer um pode usar a chave pública para encriptar a mensagem, mas com métodos atualmente publicados, e se a chave pública for muito grande, apenas alguém com o conhecimento dos números primos pode decodificar a mensagem de forma viável. Quebrar a encriptação RSA é conhecido como problema RSA. Se ele for tão difícil quanto o problema de fatoramento, ele permanece como uma questão em aberto.
O RSA é um algoritmo relativamente lento e, por isso, é menos usado para criptografar diretamente os dados do usuário. Mais frequentemente, o RSA passa chaves criptografadas compartilhadas para criptografia de chave simétrica que, por sua vez, pode executar operações de criptografia-descriptografia em massa a uma velocidade muito maior.

## Funcionamento
O RSA envolve um par de chaves, uma chave pública que pode ser conhecida por todos e uma chave privada que deve ser mantida em sigilo. Toda mensagem cifrada usando uma chave pública só pode ser decifrada usando a respectiva chave privada.
A criptografia RSA atua diretamente na internet, por exemplo, em mensagens de emails, em compras on-line e o que você imaginar; tudo isso é encriptado e decriptado pela criptografia RSA.

### Geração das chaves
No RSA as chaves são geradas desta maneira:
1. Escolha de forma aleatória dois números primos grandes {\displaystyle p\,} e {\displaystyle q\,}, da ordem de {\displaystyle 10^{100}} no mínimo.
2. Calcule {\displaystyle n=pq\,}
3. Calcule a função Função totiente de Euler em {\displaystyle n\,}: {\displaystyle \phi (n)=(p-1)(q-1)\,}.[2]
4. Escolha um inteiro {\displaystyle e\,} tal que 1 < {\displaystyle e\,} < {\displaystyle \phi (n)\,}, de forma que {\displaystyle e\,} e {\displaystyle \phi (n)\,} sejam relativamente primos entre si.
5. Calcule {\displaystyle d\,} de forma que {\displaystyle de\equiv 1{\pmod {\phi (n)}}\,}, ou seja, {\displaystyle d\,} seja o inverso multiplicativo de {\displaystyle e\,} em {\displaystyle {\pmod {\phi (n)}}\,}.

- No passo 1 os números podem ser testados probabilisticamente para primalidade
- No passo 5 é usado o algoritmo de Euclides estendido, e o conceito de inverso multiplicativo que vem da aritmética modular

Por final temos:
A chave pública: o par {\displaystyle (n,e)}.
A chave privada: a tripla {\displaystyle (p,q,d)}.  (De fato, para desencriptar, basta guardar {\displaystyle d} como chave privada, mas os primos {\displaystyle p} e {\displaystyle q} são usados para acelerar os cálculos)

### Encriptação
Para transformar uma mensagem {\displaystyle m\,}, onde {\displaystyle 1\,} {\displaystyle <\,} {\displaystyle m\,} {\displaystyle <\,} {\displaystyle n-1\,}, numa mensagem {\displaystyle c\,} cifrada usando a chave pública do destinatário {\displaystyle n\,} e {\displaystyle e\,} basta fazer uma potenciação modular:
{\displaystyle m^{e}\equiv c\mod {n}}
A mensagem então pode ser transmitida em canal inseguro para o receptor. Há um algoritmo para realizar esta potência rapidamente.

### Decriptação
Para recuperar a mensagem {\displaystyle m\,} da mensagem cifrada {\displaystyle c\,} usando a respectiva chave privada do receptor {\displaystyle n\,} e {\displaystyle d\,}, basta fazer outra potenciação modular:
{\displaystyle c^{d}\equiv m\mod {n}}

## Implementação
Em traços gerais, são gerados dois pares de números – as chaves – de tal forma que uma mensagem criptografada com o primeiro par possa ser apenas decriptada com o segundo par; mas, o segundo número não pode ser derivado do primeiro. Esta propriedade assegura que o primeiro número possa ser divulgado a alguém que pretenda enviar uma mensagem criptografada ao detentor do segundo número, já que apenas essa pessoa pode decriptar a mensagem. O primeiro par é designado como chave pública, e o segundo como chave secreta.
RSA baseia-se no fato de que, embora seja fácil encontrar dois números primos de grandes dimensões (p.e. 100 dígitos), conseguir factorizar o produto de tais dois números é considerado computacionalmente complexo (em outras palavras, o tempo estimado para o conseguir ronda os milhares de anos). De fato, este algoritmo mostra-se computacionalmente inquebrável com números de tais dimensões, e a sua força é geralmente quantificada com o número de bits utilizados para descrever tais números. Para um número de 100 dígitos são necessários 330 bits, e as implementações atuais superam os 1024 e mesmo os 2048 bits (a conversão do sistema decimal para o sistema binário é feito de forma clássica).
RSA é usado comumente para transferir senhas RC4 por ser mais rápido. A senha, geralmente, tem apenas 128 bits (16 bytes) o que facilita o manuseio, já que os processadores modernos tem tipos de 16 bytes embora restringido pelo número de operações. Geralmente o servidor, como por exemplo o servidor HTTPS, gera um par de chaves, uma chave pública e uma chave privada, transmite a chave pública para o cliente, e este gera uma senha RC4 (ou de qualquer outro padrão), criptografa com a chave pública do servidor e envia de volta para o servidor. Assim, tanto o receptor quanto o servidor podem usar a senha RC4 de forma segura para criptografar e descriptografar.

## Em Java
```
import
 
java.math.BigInteger
;

import
 
java.security.SecureRandom
;

class
 
RSATest
 
{

  
public
 
static
 
void
 
main
(
String
 
args
[]
)
 
{

    
String
 
msg
 
=
 
"Paz e felicidade a todos!"
;

    
String
 
msgcifrada
 
=
 
null
;

    
String
 
msgdecifrada
 
=
 
null
;

    
BigInteger
 
n
,
 
d
,
 
e
;

    
int
 
bitlen
 
=
 
2048
;

    
//Escolha de forma aleatória dois números primos grandes p e q

    
SecureRandom
 
r
 
=
 
new
 
SecureRandom
();

    
BigInteger
 
p
 
=
 
new
 
BigInteger
(
bitlen
 
/
 
2
,
 
100
,
 
r
);
 

    
BigInteger
 
q
 
=
 
new
 
BigInteger
(
bitlen
 
/
 
2
,
 
100
,
 
r
);
 

    
//Compute n = p * q

    
n
 
=
 
p
.
multiply
(
q
);

    
//Compute a função totiente phi(n) = (p -1) (q -1)

    
BigInteger
 
m
 
=
 
(
p
.
subtract
(
BigInteger
.
ONE
)).
multiply
(
q
.
subtract
(
BigInteger
.
ONE
));

    
//Escolha um inteiro  "e"  , 1 < "e" < phi(n) ,  "e" e phi(n) sejam primos entre si.

    
e
 
=
 
new
 
BigInteger
(
"3"
);

    
while
(
m
.
gcd
(
e
).
intValue
()
 
>
 
1
)
 
e
 
=
 
e
.
add
(
new
 
BigInteger
(
"2"
));

    
// d seja inverso multiplicativo de "e"

    
d
 
=
 
e
.
modInverse
(
m
);

    
System
.
out
.
println
(
"p:"
+
p
);

    
System
.
out
.
println
(
"q:"
+
q
);

    
System
.
out
.
println
(
"n:"
+
n
);

    
System
.
out
.
println
(
"e:"
+
e
);

    
System
.
out
.
println
(
"d:"
+
d
);

    
//mensagem cifrada - RSA_encrypt()

    
msgcifrada
 
=
 
new
 
BigInteger
(
msg
.
getBytes
()).
modPow
(
e
,
 
n
).
toString
();

    
System
.
out
.
println
(
"msg cifrada: "
+
 
msgcifrada
);

    
//mensagem decifrada - RSA_decrypt()

    
msgdecifrada
 
=
 
new
 
String
(
new
 
BigInteger
(
msgcifrada
).
modPow
(
d
,
 
n
).
toByteArray
());

    
System
.
out
.
println
(
"msg decifrada: "
 
+
msgdecifrada
);

  
}

}

```

## Correio Anônimo
Correio Anônimo é uma técnica utilizada para enviar mensagens anonimamente utilizando criptografia RSA, de forma que seja necessário, vários computadores, usando aplicativos para a estragar o anonimato, para que isto seja possível. Envio a requisição de chave publica, para vários computadores selecionados aleatoriamente. Criptografo na ordem inversa a que eu vou enviar( usando as chaves publicas que recebi ), ou seja, primeiro com a senha do ultimo que irá receber a mensagem, e por ultimo com a senha do primeiro. Envio para o primeiro de forma que ele só saiba o segundo destinatário quando descriptografar. Sendo que se todos os destinatários, estiverem sem criptografia, o segundo pode notificar o ultimo, estragando o sigilo. Seguindo está sequência, descriptografo e envio para o próximo. Como ninguém sabe a rota, só sabem o destinatário atual, e como também não sabem o que há no pacote, dificilmente, alguém poderá encontrar o remetente. Trabalhar usando RSA permite, que, nem mesmo gravando todas as conexões de um determinado computador na rede( inclusive o remetente ), seja possível ler os pacotes transmitidos.

## Assinatura digital
O algoritmo RSA é extensível a este contexto, pelas suas propriedades. Para implementar um sistema de assinaturas digitais com RSA, o utilizador que possua uma chave privada d poderá assinar uma dada mensagem (em blocos) m com a seguinte expressão:
{\displaystyle s=m^{d}\mod {n}}
Como se pode deduzir, é difícil descobrir s sem o conhecimento de d. Portanto, uma assinatura digital definida conforme esta equação é difícil de forjar. Mas o emissor de m não pode negar tê-la emitido, já que mais ninguém poderia ter criado tal assinatura. O receptor recupera a mensagem utilizando a chave pública e do emissor:
{\displaystyle s^{e}=(m^{d})^{e}\mod {n}=m\mod {n}}
Como tal, o receptor consegue validar a assinatura do emissor calculando se mod n. Podemos verificar então que o algoritmo RSA satisfaz os três requisitos necessários de uma assinatura digital.
É fácil deduzir que a assinatura varia dependentemente da mensagem em si, e que operando sobre mensagens longas o tamanho da assinatura seria proporcional. Para colmatar esta situação, faz-se operar o algoritmo sobre um resumo (digest) da mensagem, que identifique essa mensagem como única – geralmente o digest de uma mensagem varia alterando um único byte –, o que mantém, como consequência, que uma assinatura varia de mensagem para mensagem, para um mesmo emissor. Exemplo de função geradora do digest é o Secure Hash (SHA-1).

## Vulnerabilidades do RSA
Por ser um sistema de criptografia muito utilizado, o RSA vem tendo suas vulnerabilidades pesquisadas e analisadas praticamente desde sua publicação inicial. Uma lista bem detalhada de ataques ao sistema pode ser encontrada no artigo de Dan Boneh. Segue um resumo de alguns tipos de ataque discutidos no artigo.

### Fatorando números inteiros muito grandes
Uma primeira abordagem de ataque ao RSA teria como objetivo a chave pública por meio da fatoração do módulo {\displaystyle n\,}, ou seja, dada uma fatoração de {\displaystyle n\,}, pode-se chegar ao expoente de descriptografia. Este é um exemplo de ataque de força bruta ao RSA.
Apesar da melhora constante dos algoritmos de fatoração de números inteiros, esta ainda é uma ameaça considerada distante da realidade, caso o sistema RSA seja corretamente implementado, devido à dificuldade para a fatoração de números inteiros com a tecnologia atual.
A título de ilustração Christof Paar apresenta a discussão sobre o módulo de 129 dígitos publicada em um artigo da revista Scientific American por Martin Gardner em 1997. Fazendo uso dos métodos de fatoração disponíveis e poder computacional da época foi estimado que seriam necessários 40 trilhões de anos para fatorar um número desta magnitude porém a tarefa levou apenas 30 anos para ser realizada.
A discussão então recai em qual é o tamanho seguro para o módulo usado no RSA? Ainda de acordo com Christof Paar muitas aplicações utilizam módulos de 1024 bits porém hoje em dia acredita-se que será possível fatorar números desta magnitude em 10-15 anos e a agências de inteligência podem ser capazes de fazê-lo ainda mais rápido, já que tipicamente empregam as maiores autoridades em criptografia do mundo. Portanto, já é aconselhado utilizar parâmetros de RSA da ordem de 2048-4096 bits para uma segurança mais duradoura.

### Módulo comum
Para evitar a geração de módulos {\displaystyle n\,} diferentes poderia ser considerado o uso do mesmo módulo {\displaystyle n\,} para todos os usuários emitido, por exemplo, por uma autoridade central confiável. Apesar de parecer eficiente em uma primeira análise, um usuário poderia usar seus próprios expoentes para fatorar o módulo {\displaystyle n\,} de outros usuários. Devido a este fato, um módulo RSA nunca deve ser utilizado por mais de uma entidade.
Este é considerado um ataque elementar pois ilustra o uso errôneo do sistema RSA.

### Pequeno expoente da chave privada
Para reduzir o tempo necessário para decriptar uma mensagem ou o tempo necessário para gerar uma assinatura pode-se tentar usar um valor de {\displaystyle d\,} pequeno no lugar de um {\displaystyle d\,} aleatório. Usando um {\displaystyle d\,} pequeno pode-se alcançar uma melhora no desempenho em torno de fatores de 10 para um módulo de 1024 bits porém Michael Wiener mostra que a escolha de um {\displaystyle d\,} pequeno pode quebrar completamente o sistema RSA.

### Pequeno expoente da chave pública
Pelos mesmos motivos do item anterior, é comum utilizar um expoente público {\displaystyle e\,} pequeno. O menor {\displaystyle e\,} possível é três porém para o sistema ficar protegido de alguns tipos de ataque sugere-se o valor {\displaystyle e=2^{16}+1=65537\,} e a especificação do sistema RSA menciona a geração aleatória de {\displaystyle e\,} para tornar o sistema ainda mais seguro.
Ataques desta natureza, ao contrário dos baseados no método anterior, não levam a uma quebra total do sistema RSA, sendo portanto menos perigosos.
Os ataques mais poderosos relacionados ao pequeno expoente da chave pública utilizam resultados baseados no Teorema de Coppersmith.

### Exposição parcial da chave privada
Imaginemos que um usuário teve acesso a uma fração da chave privada, de tamanho {\displaystyle d\,} bits. Seria este usuário capaz de reproduzir o restante da chave {\displaystyle d\,} a partir desta fração? Surpreendentemente a resposta é positiva caso a chave {\displaystyle d\,} seja pequena o suficiente.
Um artigo de 1998 mostra que sendo {\displaystyle e<{\sqrt {n}}\,} é possível reconstruir toda a chave a partir de uma fração da mesma. Este resultado mostra a importância de proteger a chave privada RSA de forma eficiente e completa.

### Ataques temporais
Alguns ataques não são decorrentes de falhas ou artifícios matemáticos. Estes ataques são chamados de ataques de implementação e buscam vulnerabilidades na implementação computacional do sistema RSA, segue um exemplo de ataques desta natureza.
Imaginemos que a chave privada do RSA está resguardada pelo armazenamento em um smartcard devidamente protegido. Um potencial ataque não consegue examinar o conteúdo do cartão e portanto não chega a expor a chave. Porém, um artigo de 1996 mostra que por meio de uma medição precisa do tempo que o smartcard demora para executar uma decriptação ou assinatura do RSA é possível descobrir o expoente {\displaystyle d\,} da chave privada e desta forma deixar exposto todo o sistema.